# 山田七五郎
山田 七五郎（やまだ しちごろう、1871年2月1日 - 1945年6月27日）は、日本の建築家。長崎県技師、横浜市の初代建築課長を歴任し、1914年（大正3年）から1929年（昭和4年）まで、横浜市の建築営繕組織のトップとして組織を統率した。1925年にパリで開催された現代装飾美術・産業美術国際博覧会（アールデコ博）では、日本館の設計を担当した。 

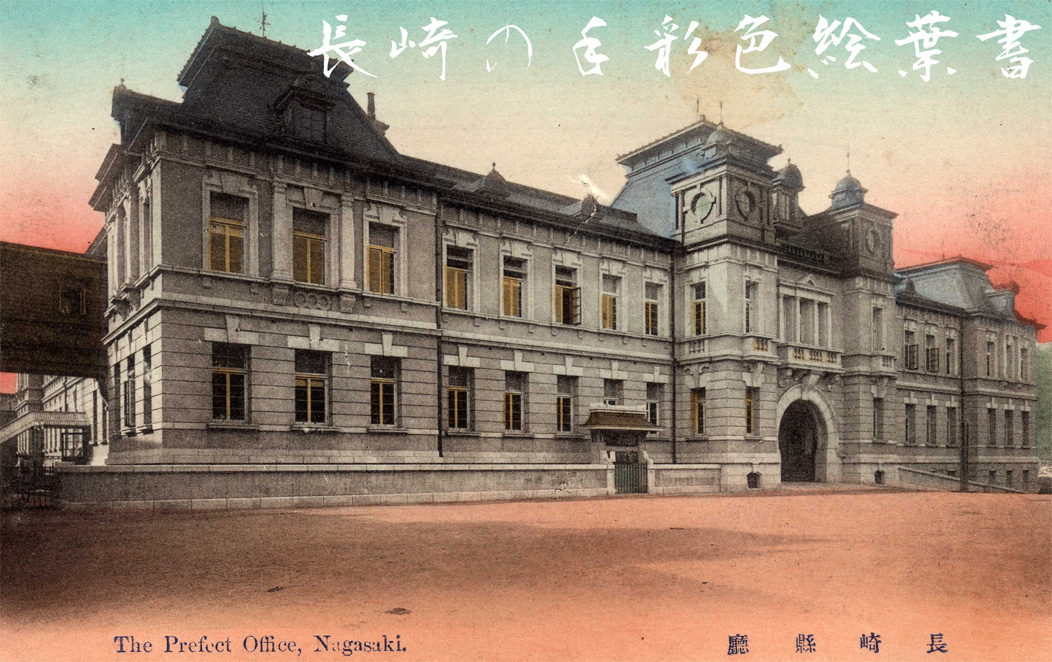
長崎県庁、手彩色絵葉書

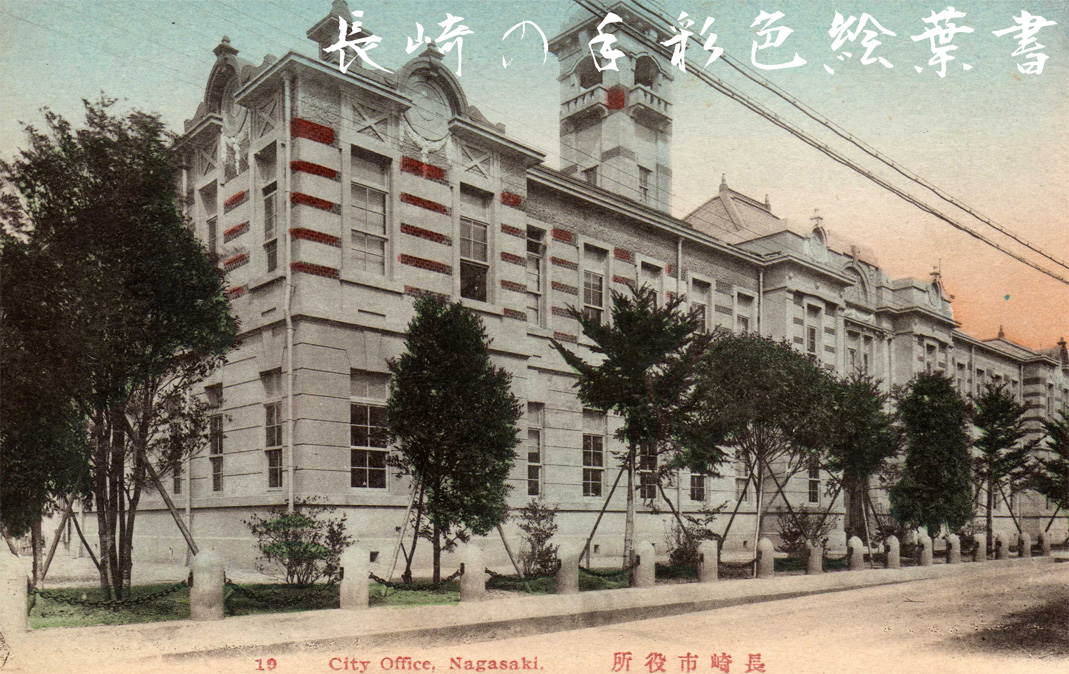
長崎市役所、手彩色絵葉書

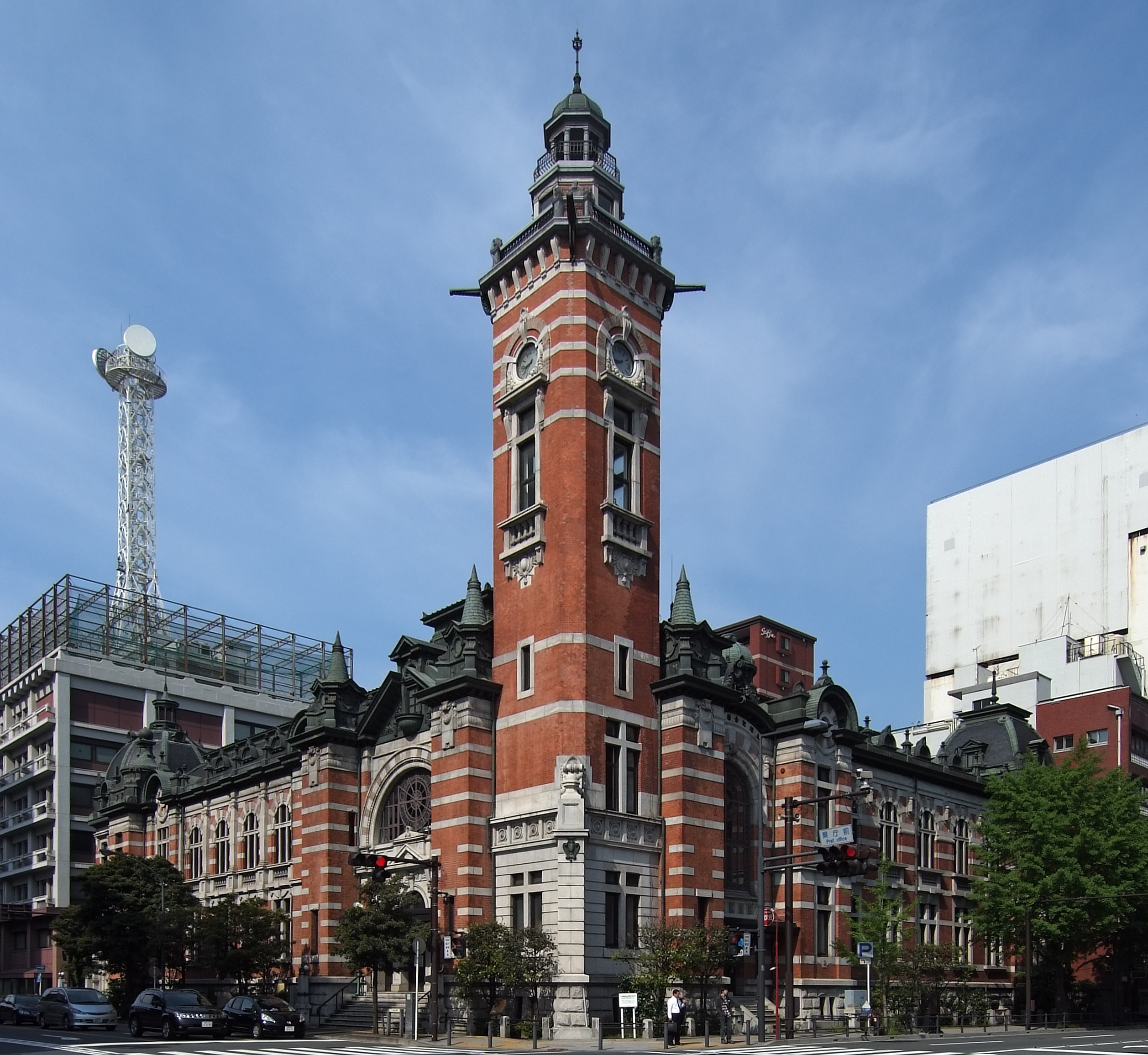
横浜市開港記念会館

## 経歴
- 1871年（明治4年）京都府出身。1899年（明治32年）東京帝国大学卒業。長崎県技師として長崎県庁設計監督にあたる。1914年に横浜市開港記念会館建設のため、横浜市に渡る。初代横浜市建築課長として関東大震災復興にも尽力し、1929年5月2日退職。横浜高等工業学校講師を歴任。

## 主な作品
- 長崎県庁　明治44年（1911年）4月25日

- 旧制長崎県立長崎中学校　大正2年（1913年）7月
- 長崎市役所　大正3年（1914年）12月25日
- 横浜市開港記念会館　大正6年（1917年）
- 森田銀行　大正9年（1920年）